# Stea variabilă
O stea variabilă este o stea la care luminozitatea variază.
Majoritatea stelelor au luminozitatea aproape constantă, ca de exemplu Soarele nostru, la care luminozitatea variază doar cu 0,1% într-un ciclu de 11 ani. Totuși există o clasă de stele la care variază semnificativ.

## Istoric

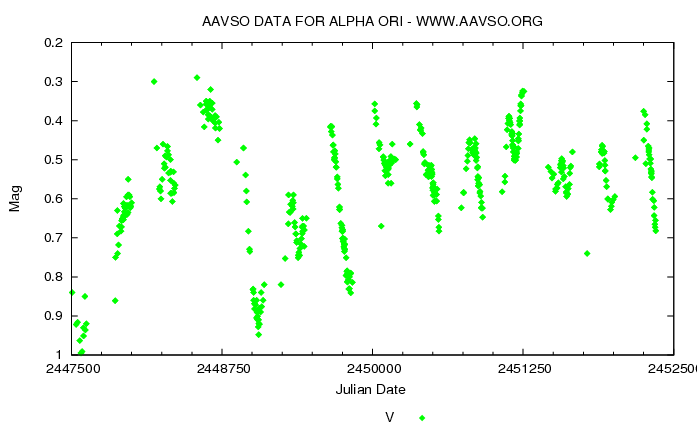
Curba luminii stelei Betelgeuse, stea variabilă semiregulată.

Potrivit lui Lauri Jetsu et al., de la Universitatea din Helsinki, Calendarul de la Cairo, un papirus egiptean datat între 
1271 î.Hr. și 1163 î.Hr., ar fi cel mai vechi document istoric care raportează observații ale unei stele variabile cu ochiul liber.
În Epoca Modernă, variația luminozității unor stele a fost descoperită în secolul al XVI-lea, odată cu apariția supernovei din 1572, de către Tycho Brahe. Prima descriere științifică a unei stele variabile a fost cea a lui David Fabricius din 3 august 1596. El observase variații ale luminozității la steaua Mira, din constelația Balena (o Ceti). În anul 1669 Geminiano Montanari descrie pentru prima dată variația luminozității la steaua Algol. În 1784 John Goodricke descoperă variabilitatea stelei δ Cephei și η Aquilae. 
Din 1850 numărul de stele variabile cunoscute a crescut mai repede, mai ales din 1890 când a devenit posibilă descoperirea stelelor variabile cu ajutorul fotografiei. Ultima ediție a Catalogului General al Stelelor Variabile  listează aproape 40.000 de stele variabile din galaxia noastră, 10.000 din alte galaxii și peste 10.000 despre care se presupune că sunt variabile.
Inițial, luminozitatea stelelor a fost determinată vizual prin compararea unei stele cu vecinele sale. Mai târziu, dezvoltarea fotografiei a făcut posibilă compararea acestor luminozități pe o placă fotografică. În prezent, ele sunt măsurate cu precizie folosind un detector fotoelectric sau folosind o cameră CCD.
Aceste luminozități sunt reprezentate pe un grafic, curba luminii, care reprezintă mărimea în funcție de timp. Acest grafic este utilizat pentru a determina amplitudinea variațiilor și perioada acestora. Înregistrarea acestor curbe de lumină este una dintre singurele domenii ale astronomiei în care amatorii pot ajuta cu adevărat profesioniștii și chiar pot face o adevărată muncă de cercetare.

## Descoperiri de stele variabile
În România:
- Meritul de a fi primul cercetător al stelelor variabile îi aparține academicianului post-mortem Călin Popovici și discipolilor săi: Аlexandru Dumitrescu, Georgeta Mariș și Hary Minți.
- Mai recent, după anii '90 cercetări serioase în domeniul stelelor variabile au fost realizate de profesorul Marian Suran în cadrul unor colaborări internationale, care s-au soldat cu publicații în reviste de prestigiu internațional.[4]
- la Observatorul astronomic al Complexului Muzeal de Științele Naturii Galați, au fost descoperite 12 stele variabile din care: 3 stele variabile de tipul Delta Scuti, 8 stele variabile binare eclipsante de tipul EW (W Ursae Majoris) și o stea variabilă elipsoidală rotativă (ELL). Aceste descoperiri au fost făcute cu ajutorul unui telescop Ritchey–Chrétien f/8, cu diametrul oglinzii principale de 40 cm, în urma unui survey fotometric realizat în următoarele perioade de timp: iulie – noiembrie 2012, octombrie – noiembrie 2014 și octombrie 2016.  Aceste descoperiri au fost realizate de o echipa formată din Ovidiu Tercu, coordonatorul Secției Planetariu/Observatorul astronomic din cadrul Complexului Muzeal de Științele Naturii Galați și mai mulți membrii ai Astroclubul „Călin Popovici”, aceștia fiind: Andrei-Marian Stoian, Alex Dumitriu și Vlad Tudor.[5]
- In Republica Moldova lucrări în domeniul stelelor variabile au produs Vladimir Smikov și Liubov Shakun, ambii absolvenți a Universității din Odesa, carе au lucrat la Observatorul Astronomic al Universitatii de stat din Moldova, discipoli ai academicianului Tesevici și Dr. Margarita Volyanska [6][7][8]. Cea de a doua este decedată.
- In anul 2015 astronomii moldoveni Stefan Tiron și Ion Nacu au publicat un manual cvasicomplet de astronomie unde un paragraf este consacrat stelelor variabile[9]

## Clasificare
Strict vorbind, toate stelele sunt variabile deoarece structura și luminozitatea lor se modifică odată cu evoluția lor, dar în general aceste schimbări sunt foarte lente. Cu toate acestea, pentru anumite faze evolutive, variațiile pot fi extrem de rapide sau periodice, cum ar fi pulsația stratului exterior al anumitor stele. Alte mici variații ale luminozității pot fi cauzate de punctele reci sau fierbinți de pe suprafața stelei care apar și dispar pe măsură ce steaua se rotește în jurul ei însăși. Din acest motiv, Soarele este o stea foarte slab variabilă din cauza petelor solare și este posibil ca majoritatea stelelor să aibă pete solare similare.
Stelele variabile sunt clasate în două mari grupe, iar acestea sunt subdivizate într-o multitudine de subgrupe care poartă numele unei stele care le caracterizează.

### Stele variabile intrinsec

Tipuri de variabile intrinseci în diagrama Hertzsprung-Russell.

Acestea sunt stele ale căror variații de luminozitate sunt cauzate de modificări în structura stelei în sine. O stea variabilă intrinsecă poate fi atașată la diferite tipuri în funcție de comportamentul său:

#### Variabile pulsante
Stelele pulsante conțin majoritatea variabilelor. Aceste stele prezintă o variație periodică a volumului lor: se umflă și se micșorează periodic, afectându-le luminozitatea și spectrul. Pulsările sunt, în general, separate în pulsații radiale, în care întreaga stea se umflă și se micșorează ca întreg și pulsații non-radiale, în care o parte a stelei se umflă în timp ce o altă parte se micșorează. Unii oameni de știință consideră că pulsațiile non-radiale acoperă toate cazurile, pulsațiile radiale fiind un caz special, dar a se exclude reciproc este convenabil, deoarece stelele variază în general într-un tip sau altul.
Potrivit tipului de pulsație și poziției sale în stea, există o frecvență fundamentală sau frecvență naturală care determină perioada stelei. Stelele pot pulsa, de asemenea, în funcție de o armonică sau parțială corespunzătoare unei frecvențe mai mari și deci unei perioade mai scurte. Stelele variabile pulsatorii au uneori o singură perioadă bine definită, dar adesea ele pulsează simultan cu mai multe frecvențe și este necesară o analiză complexă pentru a determina perioadele de interferență separate. În unele cazuri, pulsațiile nu au o frecvență definită, provocând o variație aleatorie, numită stocastică. Studiul interioarelor stelare folosind pulsațiile lor este asteroseismologia.
Pulsația unei stele este cauzată de o forță motrice neechilibrată și de un mecanism de retroacțiune. În stelele variabile pulsante, forța motrice este energia internă a stelei, izvorâtă de obicei din fuziunea nucleară, dar în unele cazuri doar din energia stocată, care se propagă spre exterior. În anumite locuri din Diagrama HR, corespunzătoare unor combinații particulare de temperatură, dimensiune și chimie internă, fluxul de energie de ieșire prin radiație variază foarte mult cu densitatea sau temperatura materialului prin care trece. Atunci când opacitatea unui strat este mare, acel strat blochează radiația, absorbind-o și, prin urmare, devine mai fierbinte și se umflă. Pe măsură ce stratul se umflă, în cele din urmă se răcește, ionizarea sa scade și devine mai transparent la radiații, permițându-i să se răcească în continuare, până când se răcește suficient pentru a deveni mai dens și a cădea înapoi în stea, crescându-i astfel temperatura și reîncepând ciclul, provocând pulsații regulate. Acest lucru se întâmplă de obicei atunci când nivelul de ionizare al materiei se modifică, de exemplu cu ionizarea heliului din stelele galbene din banda de instabilitate.

### Stele variabile extrinsec
Variația luminozității la stelele variabile extrinseci, față de un observator terestru, are o cauză exterioară stelei și această variație nu este însoțită de modificarea proprietăților fizice ale stelei.